# OKC-3S刺刀
OKC-3S是一款由美国海军陆战队在21世纪初正式採用、用以取代M7刺刀及用作M16／M4槍族的制式配備的多用途刀和刺刀。這柄多用途刺刀系統有著比M7更為持久的耐用性，可以被視為一柄戰鬥刀。

## 歷史
OKC-3S是在2001年開始，由海軍陸戰隊前司令詹姆斯·L·瓊斯上将為了讓海軍陸戰隊擴展及鍛煉肉搏戰訓練所實施的一系列改進的一部分，其中包括海軍陸戰隊武術計劃和刀戰的培訓在內。2002年12月，作出使用多用途刺刀的決策以後，開始對33種不同的刀具進行評估。而OKC-3S由於表現最佳，和在幾乎所有的測試類別中接近最好而被選中。2003年，OKC-3S開始生產和銷售。

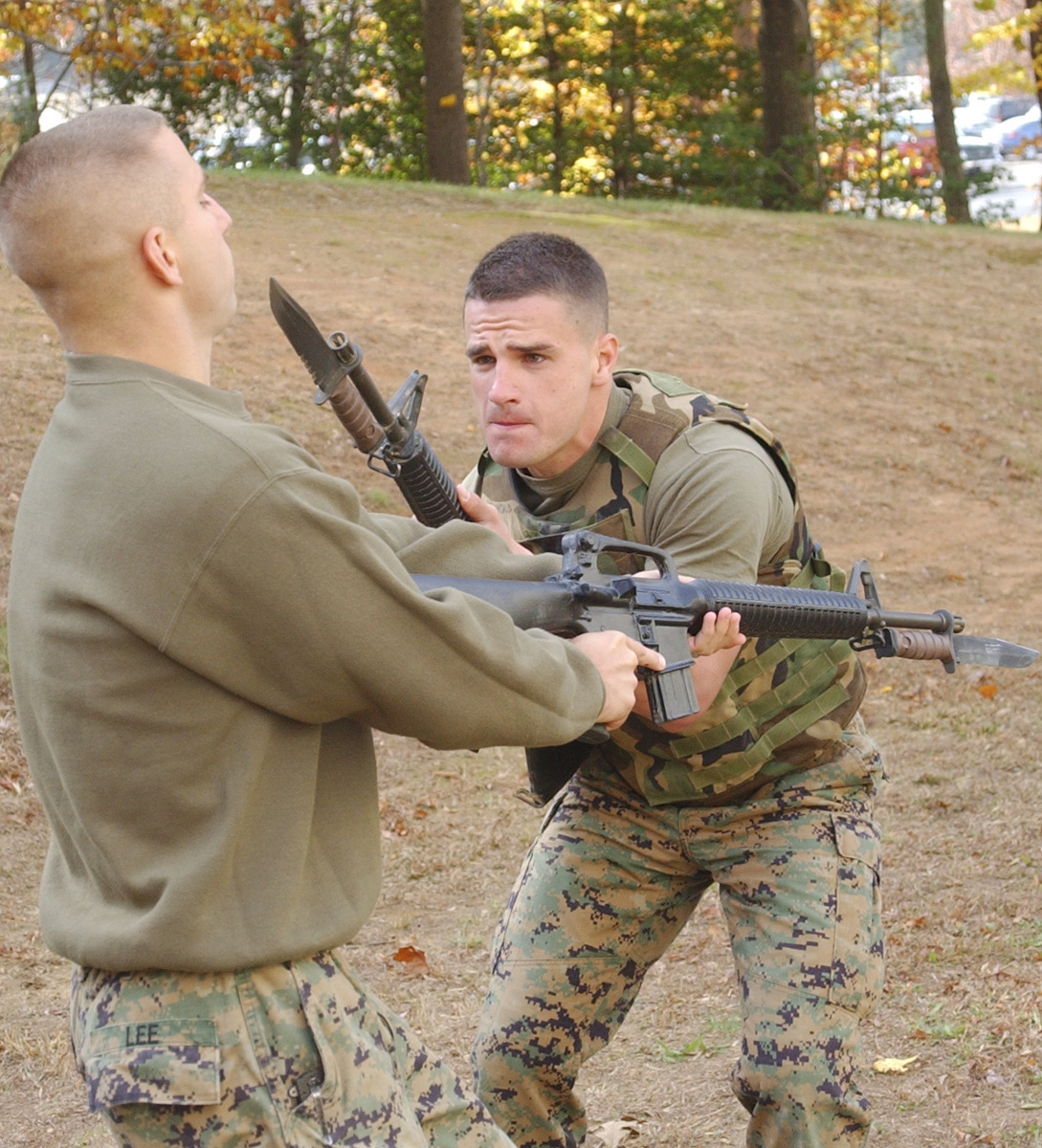
使用OKC-3S进行拼刺训练中的海军陆战隊員

## 設計細節
OKC-3S是由安大略刀具公司所全權生產。它具有與海軍陸戰隊員的標誌性卡巴式格鬥刀相似的外觀，儘管它並無血槽。它比M7和M9更大、更厚和更重。一個更尖銳的點有助於貫穿許多現代敵人所穿上的盔甲；而靠近手柄的鋸齒可以協助它提高其用作工具刀的功能。在一次示範當中，其原型刀片能夠貫穿覆蓋著航太铝合金和防彈背心的拳擊沙包。整個武器被設計為耐腐蝕，連其刀鞘的重量達1.25磅（0.57千克）。刀鞘和握柄是彩色的，以配合海軍陸戰隊的狼棕褐色設備，兼容林地和沙漠兩地的迷彩。其北約庫藏編號為1095-01-521-6087。
OKC-3S具有長度為203.2毫米（8英吋），寬度為34.92毫米（1.375英吋），厚度為0.2毫米（5.08英吋）的刀片。而在刀鋒上的鋸齒長度則測量為44.45毫米（1.75英吋）。刀片是由額定值為53—58HRC的高碳鋼所製造（相比之下，一顆工業鑽石的評級為70 HRC），而且能夠在-25—135℉（-32—57°C）的使用溫度內正常使用而不會破損。刀片還具有一種不反光的磷酸鹽表面處理。
握柄是由一種名為DynaFlex的合成防滑材料所製造，具有符合人體工程學的開槽，而且比圓形更椭圆。這種設計有助於在訓練時防止重複性緊張損傷和手部疲勞。它還具有海军陆战队标志的浮雕，讓使用者在黑暗中識別出刀片的方向。其全長度刀莖連接著平直護手片／槍口環（這是在4.19毫米／.165 英吋）和用以緊扣著槍管刺刀座的柄端閂鎖板；兩者與刀片一樣都是具有磷酸鹽塗層。前安大略刀具公司總裁兼首席執行官尼克·布維治二世（英語：Nick Trbovich Jr.）曾這樣說：「我們花了很多時間來確保握柄符合人體工程學是正確的......在手柄上並沒有起泡點。海軍陸戰隊員是最好的，他們亦應該得到最好的」。
由聚酯弹性体所製造的刀鞘是由納提克實驗室（英語：United States Army Natick Soldier Research, Development and Engineering Center，簡稱：NSRDEC）所設計，比過去的M7刀鞘更為輕便和降低噪音，而且可與改良型負重裝備（簡稱：ILBE）兼容。它在其刀鞘口配備了一個內置式不鏽鋼弹簧和摩擦裝置以固定刺刀。陶瓷包覆铝珩磨加工桿位於刀鞘背面。刀鞘亦可與MOLLE／PALS模塊化附件系統兼容。該刀鞘的缺點是無法如M9刺刀所配套的M10「產品改進」型刀鞘般與刺刀組合成剪線鉗，用於突襲海灘或其他鐵絲網所強化的障礙物。

### 引用
1. ↑  Ibp Usa. . Int'l Business Publications. 30 March 2009: 280–  [20 January 2014]. ISBN 978-1-4387-5447-5. （原始内容存档于2014-06-26） （英语）.
2. ↑  原文：“We spent a lot of time making sure the handle was ergonomically correct… There are no blister points on the handle. The Marines are the best and they deserve the best.”
3. ↑  Perry, Tony. . The Nation. Los Angeles Times. January 19, 2003  [6 January 2010]. （原始内容存档于2010-04-19）.

### 网页
- (PDF). Ontario Knife Company. United States Marine Corps.   [6 January 2010].[永久]
- Vincent, Cpl Shawn. . Marine Corps News. Marine Corps Base Quantico: Military.com. September 8, 2004  [6 January 2010]. （原始内容存档于2014-02-01）.
- . One Stop Knife Shop.   [6 January 2010]. （原始内容存档于2011-10-01）.

## 外部連結
- （简体中文）—D Boy Gun World（槍炮世界）—AR-15/M16专辑—刺刀（页面存档备份，存于）